# Scybalistodes periculosalis
Scybalistodes periculosalis là một loài bướm đêm trong họ Crambidae.